# Hannah Dübgen

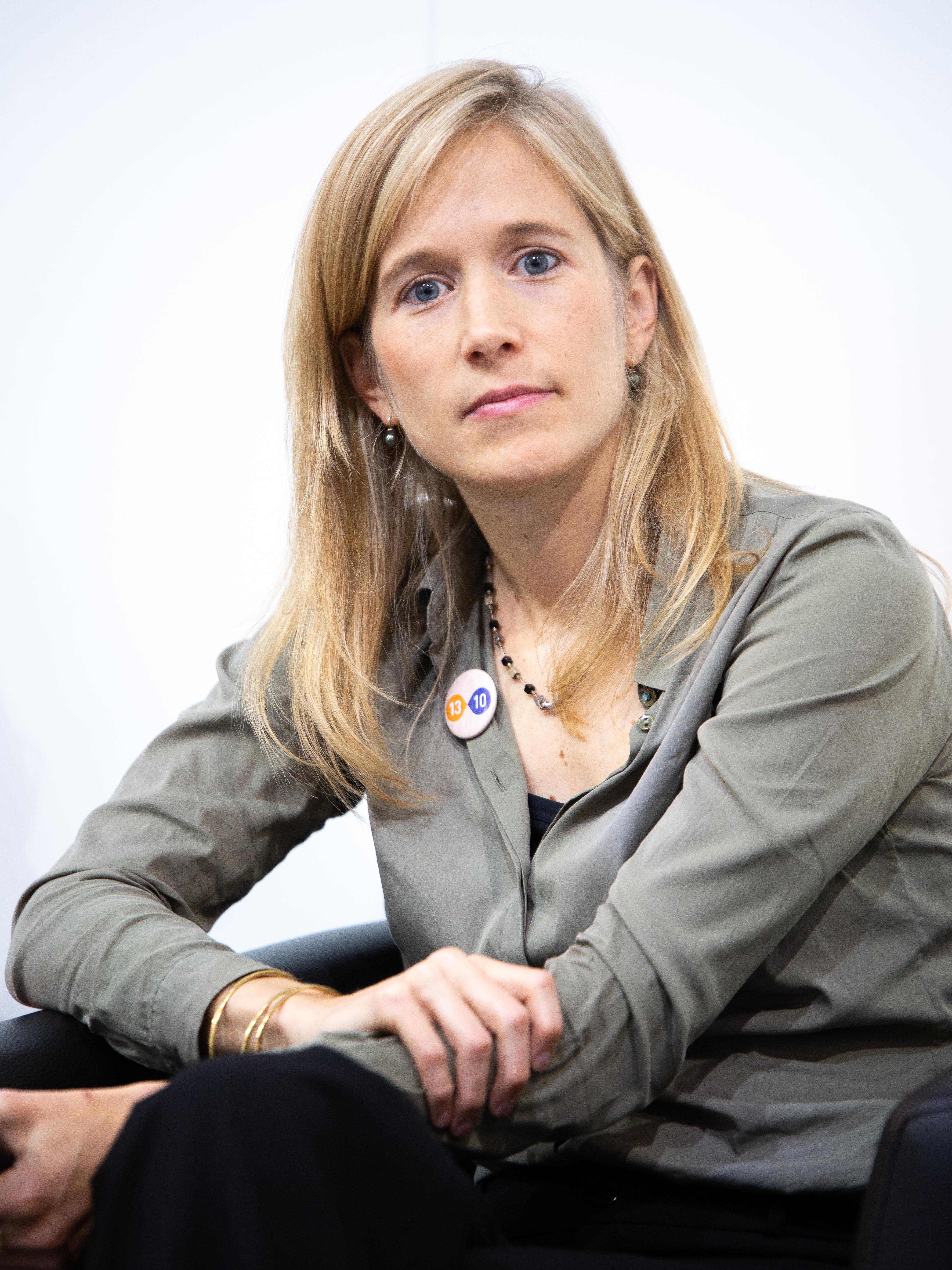
Hannah Dübgen, 2018

Hannah Dübgen (* 1977 in Düsseldorf) ist eine deutsche Dramaturgin, Dramatikerin und Schriftstellerin.

## Leben und Werk
Hannah Dübgen studierte Philosophie, Musik- und Literaturwissenschaft in Oxford, Paris und Berlin. Nach dem Studium arbeitete sie als Dramaturgin im Theater und der Oper. Ihr erstes Schauspiel Gegenlicht wurde 2008 für den Dramatikerpreis des Stadttheaters Klagenfurt nominiert, außerdem schrieb sie die Libretti mehrerer international erfolgreicher Opern (u. a. Matsukaze in Zusammenarbeit mit dem Komponisten Toshio Hosokawa). 2013 nahm Hannah Dübgen am Lesewettbewerb um den Ingeborg Bachmann-Preis in Klagenfurt teil.
Im August 2013 erschien Dübgens Debütroman Strom bei dtv in München. Sie wurde dafür mit dem Förderpreis für Literatur der Landeshauptstadt Düsseldorf 2013 und dem Prix du premier roman allemand – Chambéry ausgezeichnet. Im August 2016 erschien ihr zweiter Roman Über Land, ebenfalls bei dtv.  
Hannah Dübgen lebt und arbeitet in Berlin.

## Auszeichnungen
- 2003–2005: Stipendiatin der Akademie Musiktheater Heute (AMH) der Deutsche Bank Stiftung
- 2013: Nominierung für den Klaus-Michael-Kühne-Preis
- 2013: Förderpreis für Literatur der Landeshauptstadt Düsseldorf[4]
- 2014: Prix du premier roman allemand - Chambéry[5]
- 2015: Alfred-Döblin-Stipendium der Akademie der Künste, Berlin (Aufenthaltsstipendium im Döblin-Haus in Wewelsfleth)
- 2021: Preis des SWR-Symphonieorchester für „The Red Death“ (Passion von Francesco Filidei und Hannah Dübgen) verliehen im Rahmen der 100. Donaueschingen Musiktage am 17. Oktober 2021

## Publikationen
- Blue Notes on Black and White Keys : Stationen und Aspekte des Piano Jazz der 70er Jahre unter besonderer Betrachtung der Soloimprovisationen von Keith Jarret, Chick Corea und Alexander von Schlippenbach, HU Berlin 2003 online
- Gegenlicht. Schauspiel. 2009.
- Kryos. Libretto. (Für eine Oper von Jörn Arnecke), Sikorski, Hamburg / Boosey & Hawkes 2010
- Matsukaze. Libretto. (Für eine Oper von Toshio Hosokawa), Schott Mainz/Japan, 2011
- Noah im Kalten Krieg. (Über Igor Strawinskis Sintflut.), Bärenreiter, 2011
- Glare. Libretto. (Für eine Oper von Sören Nils Eichberg), Edition Hansen, 2014
- Strom. Roman. dtv, München 2013, ISBN 978-3-423-24972-0.
  - ins Türkische übersetzt von Yonca Kocadag: Kesisim, Epsilon, Istanbul 2017, ISBN 978-6-051-73245-9
- Über Land. dtv, München 2016, ISBN 978-3-423-28094-5
  - ins Arabische übersetzt von Najat Hassan:  عن بلد ('An Baled'), Dar Al-Rafidain, Beirut 2022, ISBN 978-9922-671-35-2
- The Red Death. Passion by Francesco Filidei (music) and Hannah Dübgen (words), Ricordi Milan 2021
- Oryx and Crake. Libretto after the novel by Margret Atwood (für eine Oper von Sören Nils Eichberg), Edition Hansen, 2023